# Hoplolatilus starcki
Hoplolatilus starcki är en fiskart som beskrevs av Randall och Dooley, 1974. Hoplolatilus starcki ingår i släktet Hoplolatilus och familjen Malacanthidae. Inga underarter finns listade i Catalogue of Life.